# Michail Saltykow
Michail Saltykow (russisch Михаил Салтыков, engl. Transkription Mikhail Saltykov; * 1925 in Minsk) ist ein ehemaliger sowjetischer Hindernisläufer.
Über 3000 m Hindernis wurde er bei den Olympischen Spielen 1952 in Helsinki Siebter.
Bei den Weltfestspielen der Jugend und Studenten gewann er 1951 Silber und 1955 Bronze.
Seine persönliche Bestzeit von 8:52,4 min stellte er am 26. Juni 1955 in Moskau auf.